# Fruela Fernández
Fruela Fernández Iglesias (Langreo, Asturias, 1982) es un poeta español en lengua castellana. Licenciado por la Universidad de Salamanca, es doctor en Traducción e Interpretación por la Universidad de Granada con una tesis sobre crítica literaria y literatura traducida en España (tesis: La recepción critica de literatura traducida en España (1999-2008) aportaciones a una sociología de la literatura transnacional). Codirigió el festival internacional de poesía Cosmopoética entre 2010 y 2014. Su obra aparece en diversos recuentos y antologías de la poesía reciente.

## Publicaciones
Poesía
- La familia socialista (La Bella Varsovia: Madrid, 2018).
- Una paz europea (Pre–Textos: Valencia, 2016).
- Folk (Pre–Textos: Valencia, 2013).
- Círculos (KRK Ediciones: Oviedo, 2001).

Ediciones
- VV.AA, Galería de retratos (Llibros del Pexe: Gijón, 2004).

Traducciones
- Hugo von Hofmannsthal: Para un dios no nacido (Pre–Textos: Valencia, 2005).
- Marie Luise Kaschnitz: Lugares (Pre–Textos: Valencia, 2007).
- Kevin Vennemann: Cerca de Jedenew (Pre–Textos: Valencia, 2008).
- Patrick Kavanagh: La hambruna y otros poemas (Pre–Textos: Valencia, 2011).
- Georges Rodenbach: Brujas la muerta (Vaso Roto: Madrid y Ciudad de México, 2011).
- Franz Kafka: Dibujos (Sexto Piso: Madrid y Ciudad de México, 2011).
- Wilfried Stroh: El latín ha muerto, ¡viva el latín! (Ediciones del Subsuelo: Madrid, 2012).

Inclusión en antologías
- La lógica de Orfeo, de Luis Antonio de Villena, editor, Madrid, Visor, 2003.
- Veinticinco poetas españoles jóvenes, de Ariadna G. García, Guillermo López Gallego, y Álvaro Tato, coords., Madrid, Hiperión, 2003.
- Ventanas altas: vertientes de la poesía actual en Asturias, de Leopoldo Sánchez Torre, editor, Oviedo, KRK Ediciones, 2006.
- Última poesía española, de Rafael Morales Barba, editor, Madrid, Mare Nostrum, 2007.
- La casa del poeta. Antología, de Antonio Manilla y Román Piña, editores, Mallorca, La Bolsa de Pipas/La Noche Polar, 2008.
- Deshabitados, de Juan Carlos Abril, editor, Granada, Maillot Amarillo, 2008.
- Poesía en Mutación, de Antonio Jiménez Morato, editor, Barcelona, Alpha Decay, 2010.
- La inteligencia y el hacha, de Luis Antonio de Villena, editor, Madrid, Visor, 2010.
- Todo es poesía en Granada. Panorama poético (2000-2015). José Martín de Vayas (antólogo). Granada: Esdrújula Ediciones, 2015.